# بورت دوريه (مترو باريس)
بورت دوريه (بالفرنسية: Porte Dorée)‏ هي محطة مترو تابعة لمترو باريس تقع في فرنسا في الدائرة الثانية عشرة في باريس.[بحاجة لمصدر]